# 长梗美登木
长梗美登木（学名：Maytenus hookeri var. longiradiata）为卫矛科美登木属下的一个变种。

## 扩展阅读
- 維基物種上的相關：长梗美登木